# シルバー精工
シルバー精工株式会社（シルバーせいこう、英: Silver Seiko Ltd.）は、かつて存在した東京都新宿区に本社を置いていた家庭用機器、事務機器のメーカーである。

## 概要
「シルバー編機」で知られるが、タイプライターなど事務機器なども製造していた。本業の「編み機」や「タイプライター」の市場縮小に伴い、売上高も1985年3月期の約357億円をピークに年々減少。1986年3月期以降の業績は年々悪化し、1994年3月期以降、赤字決算を計上し続けていた。
低迷業績を踏まえ、2006年度までは「継続企業の前提（ゴーイングコンサーン）に関する注記」に該当する企業であった。なお2007年3月期に存続リスクの記載を外した。2010年3月期の売上が約19億円までに減少し、同時に「継続疑義注記」に該当することになった。2011年1月29日付で銀行取引停止処分に伴い東京証券取引所1部上場廃止となり、同年9月27日に民事再生法適用を申請した。
民事再生計画では、子会社などの売却によって資金を調達しながら再建を図る予定であった。しかし、税金などの優先債務が多く、再建計画が作成できないことから、2011年12月27日に東京地方裁判所から民事再生手続廃止決定並びに破産手続開始決定を受けた。
なお、事業は2011年に会社分割により新設して設立した株式会社リードテクノスと柏崎ユーエステック株式会社が継承している。

## 事業所
- 本社（東京都新宿区上落合2-28-7）
  - 支店1か所（大阪市）
  - 営業所1か所（仙台市）
  - 工場2か所（柏崎市）

## 沿革
- 1952年（昭和27年）10月 - 東京都杉並区上高井戸に丸越編物機械株式会社設立。
- 1955年（昭和30年）5月 - シルバー編機製造株式会社に商号変更。
- 1964年（昭和39年）1月 - シルバー編機株式会社、シルバー編機製造株式会社・シルバー編機販売株式会社を吸収合併。東京都小平市に本社移転。
- 同年3月 - 東京証券取引所第2部に上場。
- 1967年（昭和42年）6月 - 現商号に変更。
- 1984年（昭和59年）4月 - シルバー事務機販売株式会社を吸収合併。
- 同年9月 - 東証1部に上場。
- 1992年（平成4年）10月 - 小平工場閉鎖
- 1993年（平成5年）6月 - 東京都新宿区に本社を移転。
- 2010年5月27日、同年10月1日付で社名を「ヌーパパ」に変更することを発表。ヌー（NUUH）とはノアに由来。[4]しかし、6月9日発表のIRにて商号変更を撤回。[5]
- 2010年（平成22年）12月28日 - 2回目の手形不渡により銀行取引停止処分を受けて倒産[6]。これを受けて東京証券取引所は、シルバー精工株を同日付で整理銘柄に指定し、2011年1月29日付で上場廃止とする決定を下した[7]。
- 2011年（平成23年）9月27日 - 東京地方裁判所に民事再生法の適用を申請。負債総額は約12億7,226万円[8][9]。
- 2011年（平成23年）12月27日 - 再生手続き廃止、破産手続開始決定[1][2]。

## 手掛けていた製品
- 拡大機（プリンター）
- シュレッダー
- 紙折り機
- 還元水素水生成器（活性水素水、アルカリイオン水）
- オゾン生成器
- 生ごみ処理器
- 空気清浄機
- ピッチングマシン
- 編機
- ミシン
- 掃除機
- リヴエイド（簡易乳癌検査器具）
- ワードプロセッサ